# والت كيني
والت كيني (بالإنجليزية: Walt Kinney) هو لاعب كرة قاعدة أمريكي، ولد في 9 سبتمبر 1893 في دنيسون في الولايات المتحدة، وتوفي في 1 يوليو 1971 في إسكونديدو في الولايات المتحدة.

## وصلات خارجية
- والت كيني على موقعبيزبول رفرنس.كوم (الدوري الرئيسي) (الإنجليزية)
- والت كيني على موقعبيزبول رفرنس.كوم (الدوري الثانوي) (الإنجليزية)
- والت كيني على موقع جمعية أبحاث البيسبول الأمريكية (الإنجليزية)